# Entandrophragma candollei
Entandrophragma candollei är en tvåhjärtbladig växtart som beskrevs av Hermann August Theodor Harms. Entandrophragma candollei ingår i släktet Entandrophragma och familjen Meliaceae. Inga underarter finns listade i Catalogue of Life.